# Giulio Lenti
Giulio Lenti (Roma, 18 de dezembro de 1824 – Frascati, 23 de outubro de 1895) foi um prelado italiano da Igreja Católica, que foi vice-gerente da Diocese de Roma.

## Biografia
Nascido em Roma em 18 de dezembro de 1824, foi ordenado padre em 18 de setembro de 1847. Doutor em teologia e in utroque iure, foi vigário perpétuo da Basílica de San Lorenzo, em Roma.
Foi nomeado pelo Papa Pio IX como bispo das dioceses de Nepi e Sutri em 22 de fevereiro de 1867, sendo consagrado em 10 de março, na Basílica de San Lorenzo, por Luigi Amat di San Filippo e Sorso, Vice-Chanceler da Santa Igreja Romana, coadjuvado por Pietro de Villanova Castellacci, vice-gerente da Diocese de Roma e por Alessandro Franchi, prefeito da Sagrada Congregação da Propagação da Fé.
No governo das duas dioceses destacou-se pelas visitas pastorais realizadas em 1867-1869 e em 1872-1874. Apresentou os relatórios ad limina em 1870 e 1874. No momento da sua nomeação dirigiu uma carta pastoral ao clero e ao povo (Epistola pastoralis ad clerum populumque universum nepesinae et sutrinae dioecesium, Romae 1867). Em 1874 ele publicou um dos primeiros Ordo divini officii para as duas Dioceses (Ordo divini officii recitandi missaeque celebrandae a clero civitatis et dioecesi sutrinae et nepesinae anno domini 1874, Romae, 1873).
Em 14 de janeiro de 1876, foi nomeado Vice-gerente da Diocese de Roma e em 28 de janeiro, nomeado como arcebispo titular de Side.
Foi nomeado como Patriarca Latino de Constantinopla em 6 de setembro de 1887.
Morreu em 23 de outubro de 1895, em Frascati.